# Chiara Patarino
Chiara Patarino (Milano, 1960) è una scrittrice italiana.

## Biografia
Nata a Milano nel 1960, dopo gli studi scientifici e la laurea in legge, si occupa di comunicazione d'impresa e diventa socia della Federazione relazioni pubbliche italiana, (FERPI). Collabora per anni con l'Istituto nazionale per la ricerca sul cancro di Genova per attività di divulgazione scientifica. La passione per la comunicazione e per la scrittura la avvicina al mondo della narrativa per l'infanzia.
Nel 2002 pubblica con Aurora Marsotto la fiaba Tino il cioccolatino cui seguono nel 2005 Tino il cioccolatino a Parigi e nel 2008 Tino il cioccolatino e il chicco d'oro. Nel marzo 2009 pubblica Camillo Fusillo. Una storia davvero al dente e nel maggio 2010 Fortunata Arancia Profumata e gli amici per la buccia entrambi editi da Carthusia nella collana Gusto in tasca nata per sensibilizzare bambini e famiglie sulle tematiche dell'alimentazione. Il 2008 è l'anno dell'esordio di Chiara Patarino nella narrativa per adulti con il romanzo Nodi e misteri una fiaba per grandi ambientata a Genova e in Liguria.

## Opere
- Tino il cioccolatino, 2002, (con Aurora Marsotto), Casale Monferrato, Piemme. ISBN 88-384-3441-7
- Tino il cioccolatino a Parigi (2005, con Aurora Marsotto), Casale Monferrato, Piemme. ISBN 88-384-3448-4
- Tino il cioccolatino e il chicco d'oro (2008, con Aurora Marsotto), Casale Monferrato, Piemme. ISBN 88-384-3473-5
- Camillo fusillo. Una storia davvero al dente, 2009, Milano, Carthusia. ISBN 978-88-95443-18-8
- Fortunata Arancia Profumata e gli amici per la buccia, 2010, Milano, Carthusia. ISBN 978-88-95443-35-5
- Nodi e misteri, 2008, Patti, Kimerik. ISBN 978-88-6096-182-2